# Khowshkenāb
Khowshkenāb (persiska: خوشگناب, خشگناب, Khvoshganāb, Khoshgnāb, خوشکناب) är en ort i Iran.   Den ligger i provinsen Östazarbaijan, i den nordvästra delen av landet, 500 km nordväst om huvudstaden Teheran. Khowshkenāb ligger 1 922 meter över havet och antalet invånare är 265.
Terrängen runt Khowshkenāb är huvudsakligen kuperad, men den allra närmaste omgivningen är platt. Khowshkenāb ligger nere i en dal.Runt Khowshkenāb är det ganska glesbefolkat, med 35 invånare per kvadratkilometer. Närmaste större samhälle är Herīs, 7,7 km väster om Khowshkenāb. Trakten runt Khowshkenāb består i huvudsak av gräsmarker.